# Thymus praecox
El serpol serrano (Thymus praecox) es una planta de la familia de las lamiáceas.

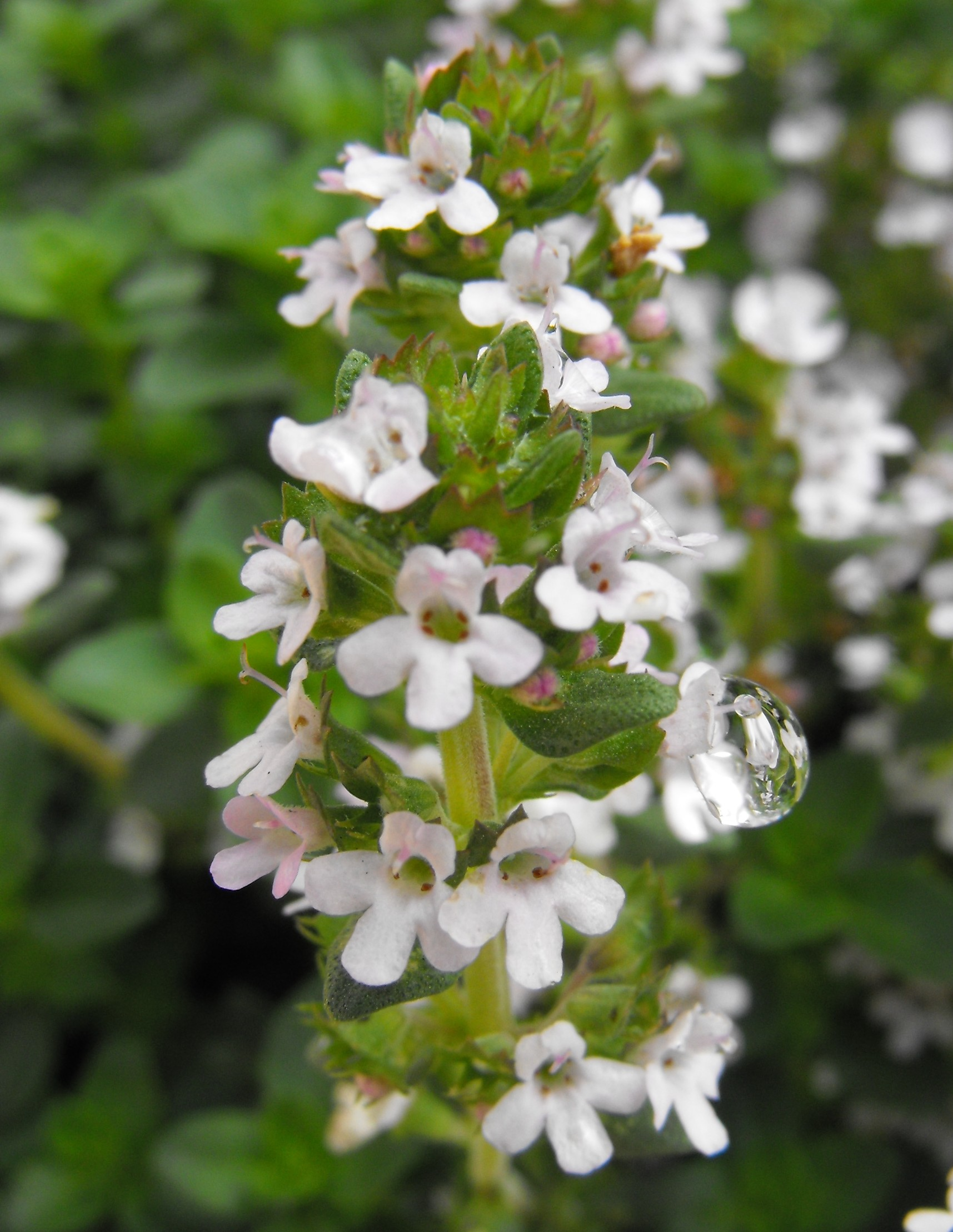
Inflorescencia

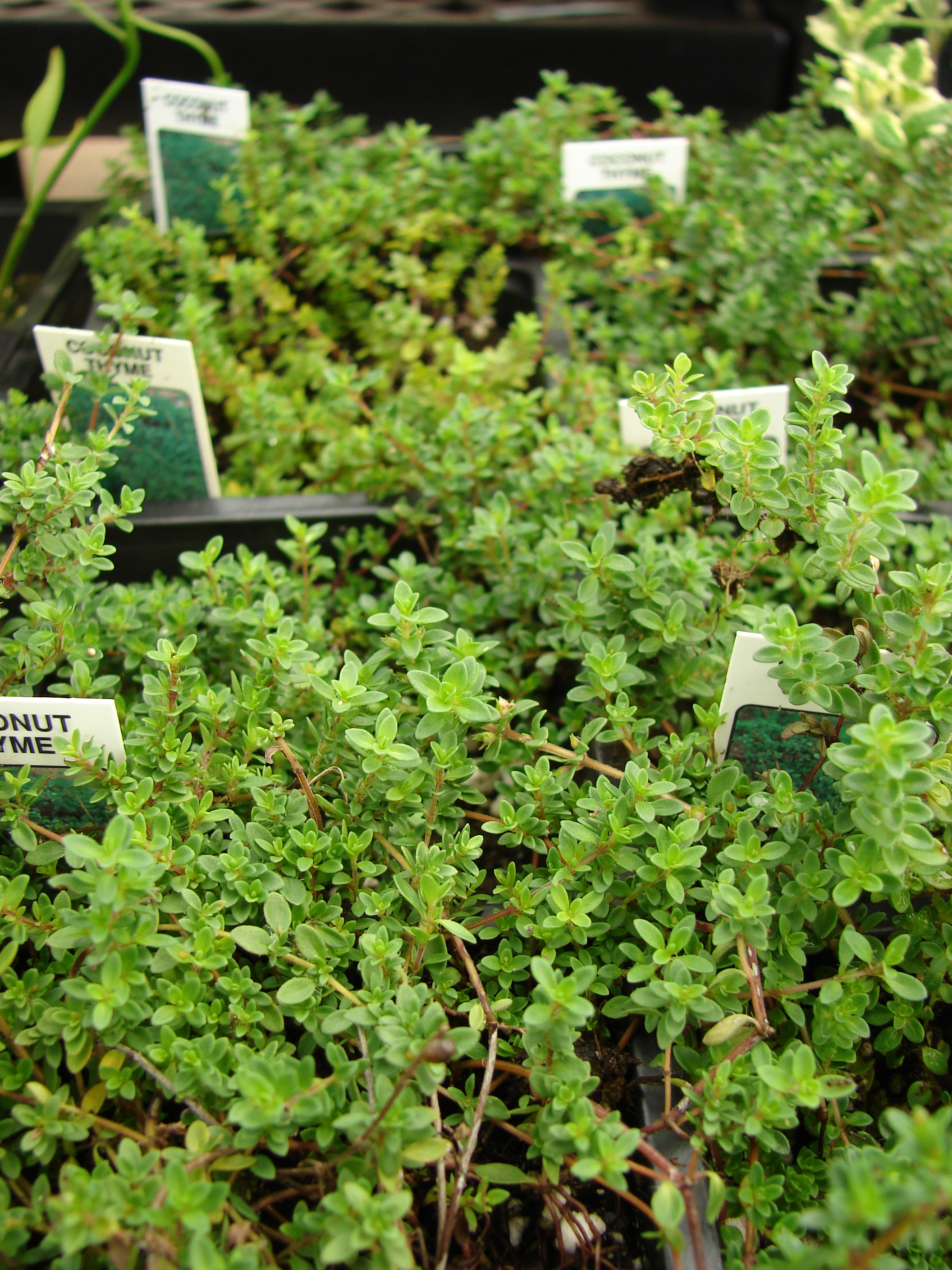
Vista de la planta

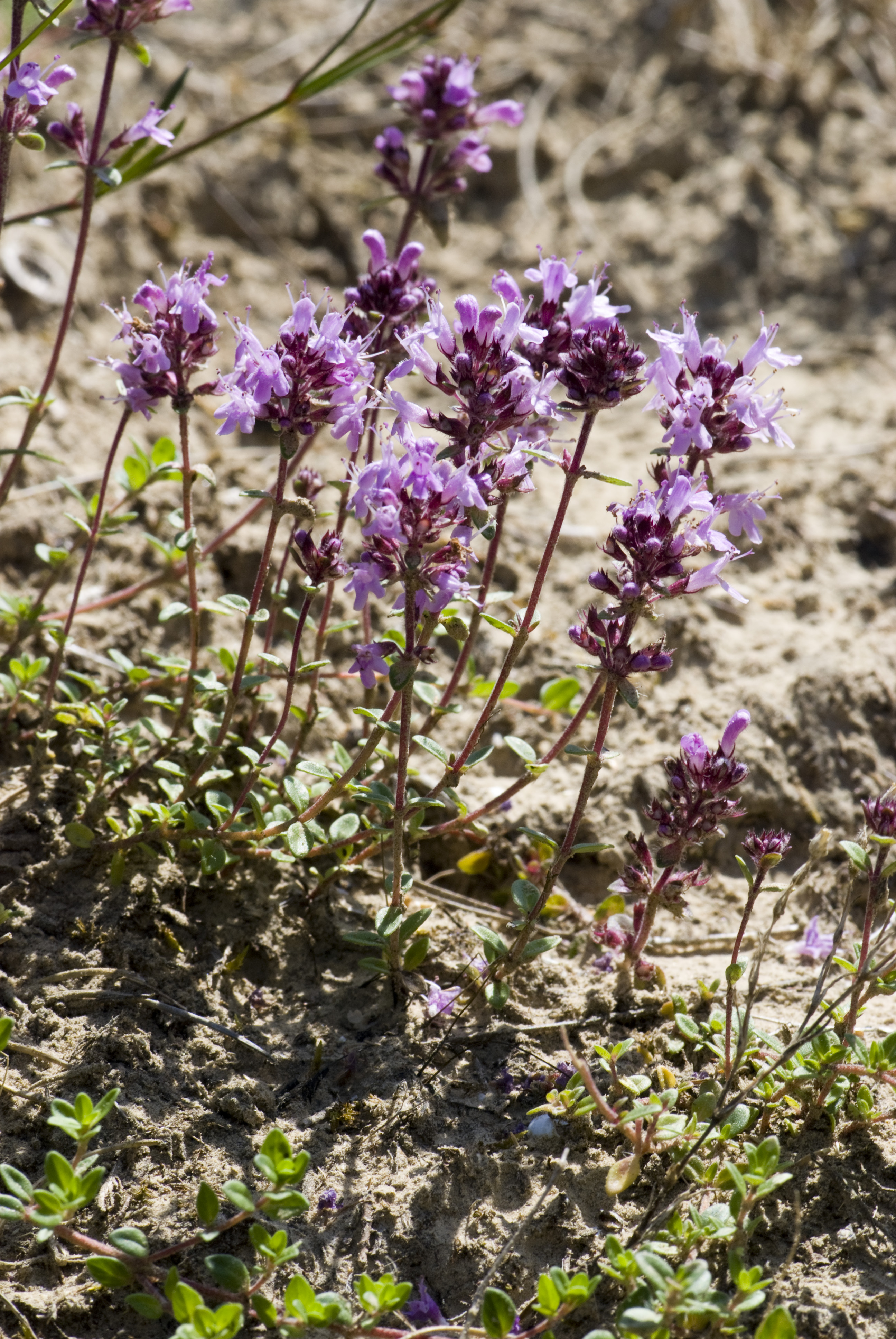
Planta en flor

## Caracteres
Mata tendida con ramas leñosas. Tallos floríferos cuadrangulares de unos 10 cm que nacen en filas. Hojas opuestas, generalmente obovadas, ciliadas en la base, con nervios laterales prominentes, provistas de numerosos puntos glandulares, de 5-8 mm de longitud. Flores dispuestas al final de los tallos fértiles, en agrupaciones densas; cáliz tubular con 5 dientes; corola bilabiada de color purpúreo. Fruto consistente en 4 pequeñas nuececillas incluidas en el cáliz.. Florece a final de primavera y en verano.

## Hábitat
Prados de montaña.

## Distribución
Nativa:
- EUROPA

Europa septentrionalIslandia; Noruega; Reino Unido
Europa centralAustria; Bélgica; República Checa; Eslovaquia; Alemania; Hungría; Holanda; Polonia; Suiza
Europa surorientalAlbania; Bulgaria; antigua Yugoslavia; Grecia; Italia; Rumanía.
Europa suroccidentalFrancia; España.

## Usos
Esta especie, como otros congéneres, se usa en medicina popular para facilitar la digestión, como ansiolítico, vermífugo y antitusígeno.

## Taxonomía
Thymus praecox fue descrita por Philipp Maximilian Opiz y publicado en Naturalientausch n. vi. (1824) 40; et in Flora, vii. (182)) Beil. 84.
Citología
Número de cromosomas de Thymus praecox (Fam. Labiatae) y táxones infraespecíficos: 2n=28
Etimología
Ver: Thymus
praecox: epíteto latíno que significa "de maduración temprana".
Variedades
- Thymus praecox subsp. caucasicus (Willd. ex Ronniger) Jalas
- Thymus praecox subsp. grossheimii (Ronniger) Jalas
- Thymus praecox subsp. jankae (Celak.) Jalas
- Thymus praecox subsp. ligusticus (Briq.) Paiva & Salgueiro
- Thymus praecox subsp. polytrichus (A.Kern. ex Borbás) Jalas
- Thymus praecox subsp. praecox
- Thymus praecox subsp. widderi (Ronniger ex Machule) P.A.Schmidt
- Thymus praecox subsp. zygiformis (Heinr.Braun ex Wettst.) Jalas

Sinonimia
- Thymus serpyllum subsp. praecox (Opiz) Vollm.
- Thymus serpyllum var. praecox (Opiz) Briq.

subsp. caucasicus (Willd. ex Ronniger) Jalas
- Thymus caucasicus Willd. ex Ronniger
- Thymus caucasicus var. medvedewii Ronniger

subsp. jankae (Celak.) Jalas
- Origanum jankae (Celak.) Kuntze
- Thymus bellicus Velen.
- Thymus eximius Ronniger
- Thymus jankae Celak.
- Thymus jugoslavicus K.Malý
- Thymus skorpilii Velen.

subsp. ligusticus (Briq.) Paiva & Salgueiro
- Thymus arcticus (Durand) Ronniger
- Thymus bracteatus var. penyalarensis (Pau) Rivas Mart.
- Thymus britannicus Ronniger
- Thymus drucei Ronniger
- Thymus pseudolanuginosus Ronniger
- Thymus zetlandicus Ronniger & Druce

subsp. polytrichus (A.Kern. ex Borbás) Jalas
- Thymus agoustensis Formánek
- Thymus alpigenus (A.Kern. ex Heinr.Braun) Ronniger
- Thymus balcanus' Borbás
- Thymus kapelae (Borbás) Dalla Torre & Sarnth.
- Thymus kerneri Borbás
- Thymus polytrichus A.Kern. ex Borbás
- Thymus reinegeri Opiz
- Thymus trachselianus Opiz
- Thymus vallicola (Heinr.Braun) Ronniger
- Thymus vandasii Velen.

subsp. praecox
- Thymus alpicolus Schur
- Thymus badensis Heinr.Braun ex L.Walz
- Thymus braunii Borbás
- Thymus caespitosus Opiz
- Thymus ciliatus Opiz ex Déségl.
- Thymus hesperites Lyka
- Thymus humifusus Bernh. ex Link
- Thymus mannianus Opiz ex Déségl.
- Thymus × opizii Ferd.Weber
- Thymus robustus Opiz
- Thymus spathulatus Opiz

subsp. widderi (Ronniger ex Machule) P.A.Schmidt
- Thymus widderi Ronniger ex Machule

subsp. zygiformis (Heinr.Braun ex Wettst.) Jalas
- Thymus albanus Heinr.Braun ex Wettst.
- Thymus euxinus (Heinr.Braun) Heinr.Braun ex Klokov & Des.-Shost.
- Thymus zygiformis Heinr.Braun ex Wettst.[6]

## Nombres comunes
- Castellano: brezo, correvuela, hierba luna, salpuro, samarilla, serpan, serpillo, serpilo, serpol, serpol cidrado, serpol de olor de cidra, serpol francés, serpol menor, serpol vulgar, serpolio, serpollo, sérpol, tamborilla, tomillo albar, tomillo enano, tomillo rastrero, tomillo ratero, tomillo silvestre, té morado, té moruno, té ratero.[7]